# چوب‌پری
چوب‌پری (نام علمی: Thalurania) نام یک سرده از زیرخانواده مگس‌مرغیان است.
نرها به رنگ سبز و بنفش-آبی هستند و ماده‌ها سبز با دم نوک‌سفید. هر دو جنس، منقاری کمابیش راست و مستقیم و کاملاً سیاه‌رنگ دارند.